# Dousland
Dousland är en by i Devon i England. Byn ligger 45 km från Exeter. Orten har 807 invånare (2015).